# Лихтенфелс (Горња Франконија)
Лихтенфелс (њем. Lichtenfels) град је у њемачкој савезној држави Баварска. Једно је од 11 општинских средишта округа Лихтенфелс. Према процјени из 2010. у граду је живјело 20.693 становника. Посједује регионалну шифру (AGS) 9478139.

## Географски и демографски подаци
Лихтенфелс се налази у савезној држави Баварска у округу Лихтенфелс. Град се налази на надморској висини од 271 метра. Површина општине износи 122,3 km². У самом граду је, према процјени из 2010. године, живјело 20.693 становника. Просјечна густина становништва износи 169 становника/km².

## Међународна сарадња
| Мјесто   | Држава               | Врста сарадње | Од    |
| -------- | -------------------- | ------------- | ----- |
|          | САД                  | партнерство   | 1975. |
| Прествик | Уједињено Краљевство | партнерство   | 1974. |
|          | Француска            | партнерство   | 1992. |
| Извор    |                      |               |       |